# Coppa CEV 2019-2020 (maschile)
La Coppa CEV 2019-2020, 48ª edizione della Coppa CEV di pallavolo maschile, si è svolta dal 10 dicembre 2019 al 19 marzo 2020: al torneo hanno partecipato trentuno squadre di club europee e la vittoria finale non è stata assegnata ad alcuna squadra a seguito dell'interruzione della competizione a causa della pandemia di COVID-19.

## Regolamento
Le ventitré squadre iscritte e le otto eliminate nelle fasi preliminari della Champions League 2019-20) hanno disputato sedicesimi di finale, ottavi di finale, quarti di finale, semifinali e finale, tutte giocate con gare di andata e ritorno (coi punteggi di 3-0 e 3-1 sono stati assegnati 3 punti alla squadra vincente e 0 a quella perdente, col punteggio di 3-2 sono stati assegnati 2 punti alla squadra vincente e 1 a quella perdente; in caso di parità di punti dopo le due partite è stato disputato un golden set).
Gli accoppiamenti fra le squadre per i sedicesimi di finale e gli abbinamenti per i turni successivi sono stati sorteggiati il 26 giugno 2019 a Lussemburgo.
A seguito del diffondersi in Europa della pandemia di COVID-19, alcune partite della fase ad eliminazione diretta sono state rinviate e annullate; la CEV ha quindi sospeso la competizione dapprima fino al 3 aprile e in seguito fino a metà maggio 2020: dato il perdurare della pandemia, il 23 aprile 2020 la CEV ha decretato la chiusura anticipata della manifestazione senza assegnazione del trofeo.

## Squadre partecipanti
| - Aich/Dob - Aalst - Šachcër Salihorsk - Kakanj - Mladost Brčko - Neftohimik - HAOK Mladost - Savo - Vammalan | - Chaumont - Gazélec Ajaccio - Rüsselsheim - Unterhaching - Olympiakos - PAOK - Polonia London - Modena - Budva | - Dynamo Apeldoorn - Orion - Dukla Liberec - Ostrava - Arcada Galați - Dinamo Bucarest - Lokomotiv Novosibirsk - Zenit San Pietroburgo - Amriswil | - Losanna UC - Arkas - Galatasaray - Barkom-Kažany |

## Torneo

### Sedicesimi di finale

#### Andata
| 11 dicembre 2019 Palazzetto dello Sport Mladost, Burgas Durata: 1h:22 - Spettatori: 1 200 | Neftohimik            | 0 - 3 | Zenit San Pietroburgo | 22-25, 20-25, 22-25               |
| 11 dicembre 2019 KSC Kakanj, Kakanj Durata: 1h:35 - Spettatori: 1 100                     | Kakanj                | 1 - 3 | Budva                 | 16-25, 25-21, 22-25, 12-25        |
| 11 dicembre 2019 Sportzentrum am Utzweg, Unterhaching Durata: 1h:14 - Spettatori: 400     | Unterhaching          | 3 - 0 | Vammalan              | 25-20, 26-24, 25-22               |
| 11 dicembre 2019 Palac Sportu Halyčyna, Leopoli Durata: 1h:37 - Spettatori: 900           | Barkom-Kažany         | 1 - 3 | PAOK                  | 16-25, 21-25, 25-22, 19-25        |
| 11 dicembre 2019 SaZa Topsporthal, Doetinchem Durata: 1h:08 - Spettatori: 402             | Orion                 | 0 - 3 | Aalst                 | 23-25, 20-25, 20-25               |
| - Durata: 0 - Spettatori: 0                                                               | bye                   | -     | HAOK Mladost          |                                   |
| 11 dicembre 2019 Omnisport Apeldoorn, Apeldoorn Durata: 1h:03 - Spettatori: 1 210         | Dynamo Apeldoorn      | 3 - 0 | Polonia London        | 25-14, 25-17, 25-20               |
| 11 dicembre 2019 SKK Sever, Novosibirsk Durata: 1h:19 - Spettatori: 1 790                 | Lokomotiv Novosibirsk | 3 - 0 | Chaumont              | 25-22, 25-13, 25-20               |
| 11 dicembre 2019 Sala Polivalentă Dinamo, Bucarest Durata: 1h:07 - Spettatori: 225        | Dinamo Bucarest       | 0 - 3 | Arkas                 | 21-25, 18-25, 16-25               |
| 11 dicembre 2019 Fraport Arena, Francoforte sul Meno Durata: 2h:07 - Spettatori: 371      | Rüsselsheim           | 2 - 3 | Šachcër Salihorsk     | 25-20, 22-25, 25-17, 17-25, 15-17 |
| 11 dicembre 2019 Kuopio-halli, Kuopio Durata: 1h:19 - Spettatori: 742                     | Savo                  | 0 - 3 | Arcada Galați         | 19-25, 23-25, 22-25               |
| 11 dicembre 2019 Burhan Felek Spor Salonu, Istanbul Durata: 1h:37 - Spettatori: 500       | Galatasaray           | 3 - 1 | Dukla Liberec         | 25-18, 20-25, 25-17, 25-19        |
| 10 dicembre 2019 U Palatinu, Ajaccio Durata: 1h:04 - Spettatori: 1 050                    | Gazélec Ajaccio       | 3 - 0 | Amriswil              | 25-20, 25-14, 25-21               |
| 11 dicembre 2019 University Sports Hall, Losanna Durata: 1h:46 - Spettatori: 500          | Losanna UC            | 1 - 3 | Mladost Brčko         | 23-25, 25-23, 18-25, 20-25        |
| 10 dicembre 2019 Sportovní hala Sareza, Ostrava Durata: 2h:04 - Spettatori: 450           | Ostrava               | 2 - 3 | Aich/Dob              | 23-25, 25-17, 22-25, 27-25, 7-15  |
| 12 dicembre 2019 Melina Merkourī Hall, Rentis Durata: 2h:34 - Spettatori: 1 000           | Olympiakos            | 2 - 3 | Modena                | 34-32, 17-25, 38-36, 19-25, 15-17 |

#### Ritorno
| 18 dicembre 2019 Sibur Arena, San Pietroburgo Durata: 1h:21 - Spettatori: 3 250                | Zenit San Pietroburgo | 3 - 0 | Neftohimik            | 25-21, 25-22, 25-19                   |
| 17 dicembre 2019 Mediteranski Sportski Centar, Budua Durata: 1h:02 - Spettatori: 500           | Budva                 | 3 - 0 | Kakanj                | 25-13, 25-18, 25-10                   |
| 17 dicembre 2019 Kauppi Sports Center, Tampere Durata: 1h:48 - Spettatori: 948                 | Vammalan              | 2 - 3 | Unterhaching          | 20-25, 25-23, 17-25, 25-23, 8-15      |
| 19 dicembre 2019 PAOK Sports Arena, Salonicco Durata: 1h:41 - Spettatori: 150                  | PAOK                  | 0 - 3 | Barkom-Kažany         | 22-25, 21-25, 23-25 Golden set: 14-16 |
| 18 dicembre 2019 Sportcentrum Schotte, Aalst Durata: 1h:15 - Spettatori: 400                   | Aalst                 | 3 - 0 | Orion                 | 26-24, 25-13, 25-20                   |
| - Durata: 0 - Spettatori: 0                                                                    | HAOK Mladost          | -     | bye                   |                                       |
| 19 dicembre 2019 Crystal Palace National Sports Centre, Londra Durata: 1h:08 - Spettatori: 280 | Polonia London        | 0 - 3 | Dynamo Apeldoorn      | 14-25, 20-25, 20-25                   |
| 18 dicembre 2019 Nouveau Gymnase, Chaumont Durata: 1h:38 - Spettatori: 1 052                   | Chaumont              | 3 - 0 | Lokomotiv Novosibirsk | 25-16, 25-19, 25-20 Golden set: 12-15 |
| 19 dicembre 2019 Atatürk Voleybol Salonu, Smirne Durata: 1h:48 - Spettatori: 1 700             | Arkas                 | 3 - 1 | Dinamo Bucarest       | 28-30, 25-15, 25-23, 27-25            |
| 17 dicembre 2019 Palazzetto dello Sport Uruchje, Minsk Durata: 1h:45 - Spettatori: 1 100       | Šachcër Salihorsk     | 1 - 3 | Rüsselsheim           | 20-25, 21-25, 25-21, 21-25            |
| 17 dicembre 2019 Sala Sporturilor Dunărea, Galați Durata: 1h:07 - Spettatori: 1 000            | Arcada Galați         | 3 - 0 | Savo                  | 25-20, 25-15, 25-18                   |
| 19 dicembre 2019 Sportovní hala Dukla Liberec, Liberec Durata: 1h:22 - Spettatori: 726         | Dukla Liberec         | 3 - 0 | Galatasaray           | 27-25, 25-19, 25-16                   |
| 18 dicembre 2019 Sporthalle Tellenfeld, Amriswil Durata: 1h:51 - Spettatori: 978               | Amriswil              | 2 - 3 | Gazélec Ajaccio       | 23-25, 25-21, 17-25, 25-18, 8-15      |
| 17 dicembre 2019 Sportska Dvorana Magnet, Brčko Durata: 1h:32 - Spettatori: 700                | Mladost Brčko         | 0 - 3 | Losanna UC            | 21-25, 23-25, 16-25 Golden set: 15-13 |
| 18 dicembre 2019 JUFA Arena, Bleiburg Durata: 1h:28 - Spettatori: 570                          | Aich/Dob              | 0 - 3 | Ostrava               | 23-25, 25-27, 19-25                   |
| 19 dicembre 2019 PalaPanini, Modena Durata: 1h:14 - Spettatori: 4 163                          | Modena                | 3 - 0 | Olympiakos            | 25-18, 25-22, 25-22                   |

#### Squadre qualificate
| - Aalst - Mladost Brčko - HAOK Mladost - Gazélec Ajaccio - Rüsselsheim - Unterhaching - Modena - Budva | - Dynamo Apeldoorn - Ostrava - Arcada Galați - Lokomotiv Novosibirsk - Zenit San Pietroburgo - Arkas - Galatasaray - Barkom-Kažany |

### Ottavi di finale

#### Andata
| 30 gennaio 2020 Mediteranski Sportski Centar, Budua Durata: 0h:54 - Spettatori: 500 | Budva            | 0 - 3 | Zenit San Pietroburgo | 13-25, 14-25, 13-25               |
| 29 gennaio 2020 Palac Sportu Halyčyna, Leopoli Durata: 1h:13 - Spettatori: 1 000    | Barkom-Kažany    | 0 - 3 | Unterhaching          | 25-27, 20-25, 18-25               |
| 29 gennaio 2020 Dom odbojke Bojan Stranić, Zagabria Durata: 2h:01 - Spettatori: 250 | HAOK Mladost     | 2 - 3 | Aalst                 | 25-23, 19-25, 25-19, 19-25, 13-15 |
| 13 febbraio 2020 Omnisport Apeldoorn, Apeldoorn Durata: 1h:35 - Spettatori: 1 300   | Dynamo Apeldoorn | 1 - 3 | Lokomotiv Novosibirsk | 21-25, 17-25, 25-22, 20-25        |
| 29 gennaio 2020 Fraport Arena, Francoforte sul Meno Durata: 2h:00 - Spettatori: 327 | Rüsselsheim      | 2 - 3 | Arkas                 | 25-21, 25-16, 18-25, 20-25, 12-15 |
| 29 gennaio 2020 Burhan Felek Spor Salonu, Istanbul Durata: 1h:16 - Spettatori: 423  | Galatasaray      | 3 - 0 | Arcada Galați         | 26-24, 25-21, 25-20               |
| 28 gennaio 2020 U Palatinu, Ajaccio Durata: 1h:38 - Spettatori: 800                 | Gazélec Ajaccio  | 3 - 1 | Mladost Brčko         | 22-25, 25-22, 25-22, 25-20        |
| 29 gennaio 2020 PalaPanini, Modena Durata: 1h:09 - Spettatori: 4 061                | Modena           | 3 - 0 | Ostrava               | 25-13, 25-17, 25-16               |

#### Ritorno
| 11 febbraio 2020 Accademia Vjačeslav Platonov, San Pietroburgo Durata: 1h:05 - Spettatori: 950 | Zenit San Pietroburgo | 3 - 0 | Budva            | 25-17, 25-18, 25-21               |
| 11 febbraio 2020 Sportzentrum am Utzweg, Unterhaching Durata: 1h:51 - Spettatori: 850          | Unterhaching          | 3 - 2 | Barkom-Kažany    | 25-23, 24-26, 25-14, 21-25, 15-11 |
| 12 febbraio 2020 Sportcentrum Schotte, Aalst Durata: 1h:39 - Spettatori: 700                   | Aalst                 | 3 - 1 | HAOK Mladost     | 25-23, 18-25, 25-21, 25-13        |
| 28 gennaio 2020 SKK Sever, Novosibirsk Durata: 1h:18 - Spettatori: 2 000                       | Lokomotiv Novosibirsk | 3 - 0 | Dynamo Apeldoorn | 25-23, 27-25, 25-18               |
| 12 febbraio 2020 Atatürk Voleybol Salonu, Smirne Durata: 1h:16 - Spettatori: 3 000             | Arkas                 | 3 - 0 | Rüsselsheim      | 25-21, 25-20, 25-22               |
| 12 febbraio 2020 Sala Sporturilor Dunărea, Galați Durata: 1h:45 - Spettatori: 1 600            | Arcada Galați         | 3 - 2 | Galatasaray      | 25-17, 25-15, 18-25, 23-25, 15-8  |
| 12 febbraio 2020 Sportska Dvorana Magnet, Brčko Durata: 1h:55 - Spettatori: 600                | Mladost Brčko         | 3 - 2 | Gazélec Ajaccio  | 25-17, 25-23, 23-25, 12-25, 17-15 |
| 12 febbraio 2020 Sportovní hala Sareza, Ostrava Durata: 1h:33 - Spettatori: 1 100              | Ostrava               | 1 - 3 | Modena           | 19-25, 20-25, 25-23, 9-25         |

#### Squadre qualificate
- Aalst
- Gazélec Ajaccio
- Unterhaching
- Modena
- Lokomotiv Novosibirsk
- Zenit San Pietroburgo
- Arkas
- Galatasaray

### Quarti di finale

#### Andata
| 25 febbraio 2020 Sportzentrum am Utzweg, Unterhaching Durata: 2h:05 - Spettatori: 1 500 | Unterhaching          | 2 - 3 | Zenit San Pietroburgo | 20-25, 22-25, 25-23, 25-23, 11-15 |
| 26 febbraio 2020 SKK Sever, Novosibirsk Durata: 1h:18 - Spettatori: 1 000               | Lokomotiv Novosibirsk | 3 - 0 | Aalst                 | 27-25, 25-16, 25-16               |
| 26 febbraio 2020 Burhan Felek Spor Salonu, Istanbul Durata: 1h:43 - Spettatori: 500     | Galatasaray           | 3 - 1 | Arkas                 | 24-26, 25-23, 25-22, 25-19        |
| 26 febbraio 2020 U Palatinu, Ajaccio Durata: 1h:21 - Spettatori: 1 000                  | Gazélec Ajaccio       | 0 - 3 | Modena                | 26-28, 21-25, 22-25               |

#### Ritorno
| 3 marzo 2020 Sibur Arena, San Pietroburgo Durata: 1h:34 - Spettatori: 3 250    | Zenit San Pietroburgo | 3 - 1 | Unterhaching          | 25-22, 23-25, 25-10, 25-15        |
| 4 marzo 2020 Sportcentrum Schotte, Aalst Durata: 1h:11 - Spettatori: 520       | Aalst                 | 0 - 3 | Lokomotiv Novosibirsk | 12-25, 19-25, 23-25               |
| 4 marzo 2020 Atatürk Voleybol Salonu, Smirne Durata: 1h:48 - Spettatori: 3 141 | Arkas                 | 2 - 3 | Galatasaray           | 19-25, 21-25, 25-14, 25-23, 17-19 |
| Durata: 0h:00 - Spettatori: 0                                                  | Modena                | -     | Gazélec Ajaccio       | annullata                         |

#### Squadre qualificate
- Modena
- Lokomotiv Novosibirsk
- Zenit San Pietroburgo
- Galatasaray

### Semifinali

#### Andata
| 19 marzo 2020 SKK Sever, Novosibirsk Durata: 1h:57 - Spettatori: 0 | Lokomotiv Novosibirsk | 3 - 1 | Zenit San Pietroburgo | 25-22, 25-23, 23-25, 25-22 |
| Durata: 0h:00 - Spettatori: 0                                      | Galatasaray           | -     | Modena                | annullata                  |

#### Ritorno
| Durata: 0h:00 - Spettatori: 0 | Zenit San Pietroburgo | - | Lokomotiv Novosibirsk | annullata |
| Durata: 0h:00 - Spettatori: 0 | Modena                | - | Galatasaray           | annullata |

### Finale

#### Andata
| Durata: 0h:00 - Spettatori: 0 |  | - |  | annullata |

#### Ritorno
| Durata: 0h:00 - Spettatori: 0 |  | - |  | annullata |

#### Squadra campione
- titolo non assegnato